# Демидчук Ігор Олександрович
І́гор Олекса́ндрович Демидчу́к (нар. 13 травня 1993, м. Овруч, Житомирська область — пом. 21 лютого 2022, Донецька область)  — старший лейтенант Збройних сил України.

## Життєпис
Народився в Овручі на Житомирщині. Служив у Збройних силах України. Військове звання — старший лейтенант. Був командиром 6-ї десантно-штурмової роти 2-го десантно-штурмового батальйону військової частини А0281.
Загинув у зоні проведення ООС на Донеччині 21 лютого 2022 року під час артилерійського обстрілу, який вели російсько-окупаційні війська по позиціях 95-ї окремої десантно-штурмової бригади поблизу смт Зайцеве. Того самого дня зазнав поранень, несумісних з життям, і штаб-сержант Олександр Стельмах.

## Нагороди
- орден Данила Галицького (2022, посмертно) — за особисту мужність і самовіддані дії, виявлені у захисті державного суверенітету та територіальної цілісності України, вірність військовій присязі.